# Elvis' Greatest Shit
Elvis' Greatest Shit é uma espécie de bootleg do cantor Elvis Presley, lançada em 1982. O álbum é constituído por gravações e outtakes de canções que são consideradas as piores da carreira do cantor.  A maioria são vindas dos filmes em que protagonizou.

## Informações
A criação do álbum partiu de um rapaz, cujo nome é Richard, que queria mostrar que Presley assim como outros artistas, não tinha somente produções aclamadas na carreira. A maioria das faixas são canções de alguns filmes que o cantor protagonizou, além de outtakes das mais conhecidas. Uma delas, há da canção "Can't Help Falling in Love", em que em um dos intervalos da gravação, Elvis solta um palavrão. O mesmo acontece durante a canção "U.S. Male" em que o cantor se atrapalha todo com a letra.
O projeto não foi só de mau gosto em seu conteúdo, mas também em sua capa, em que mostra uma foto de Elvis no caixão, durante o seu funeral. Dizem que essa foto foi tirada pelo primo do cantor e depois vendida para a revista americana National Enquirer. Seu subtítulo, 50.000.000 Elvis Fans Can Be Wrong, é uma referência à coletânea 50.000.00 Elvis Fans Can't Be Wrong, e no livreto do disco possui uma reprodução da prescrição do Dr. Nichopolus, médico de Elvis.
Sobrou até para a gravadora RCA, que ao invés de na capa do álbum estar escrito RCA Victor, está "RCA Victim". E o cachorro Nipper, logo da gravadora, é mostrado vomitando no toca-discos.
Boa parte das faixas são diegeses dos seguintes filmes:
- 1960: Flaming Star
- 1961: Blue Hawaii
- 1962: Girls, Girls, Girls/Follow That Dream
- 1963: Fun in Acapulco/It Happened at the World's Fair
- 1964: Roustabout/Kissin' Cousins/Viva Las Vegas/Girl Happy
- 1966: Double Trouble/Paradise, Hawaiian Style/Spinout/Frankie and Johnny
- 1967: Clambake/Easy Come, Easy Go
- 1968: Speedway/Stay Away, Joe
- 1969: The Trouble with Girls[3]

Referente à escolha das faixas, Lee Cotten, autor de vários livros sobre Presley, disse que o cantor com certeza aprovaria essa seleção de músicas, porque realmente são seus piores hits. Alguns críticos constaram que pelo menos cinco das vinte e três faixas, são as piores do cantor. Já outros, acham que Elvis destruiu sua reputação ao gravar essas canções.
Foram lançados quatro edições do álbum: as capas variam nos detalhes, assim como os discos - cores, designs e as fontes, porém o conteúdo é o mesmo. Uma delas, a capa é branca e a foto se encontra no livreto do disco. Um CD também foi lançado, porém, o áudio não foi remasterizado, ficando igual ao do LP.  O volume dois do álbum foi lançado em 2012.

## Faixas

### Lado 1
1. "Old Macdonald Had a Farm"
2. "Ito Eats"
3. "There's No Room to Rhumba in a Sports Car"
4. "Confidence"
5. "Yoga Is as Yoga Does"
6. "Song of the Shrimp"
7. "U.S. Male"
8. "Fort Lauderdale Chamber of Commerce"
9. "Signs of the Zodiac"
10. "The Bullfighter Was a Lady"
11. "Wolf Call"
12. "Can't Help Falling in Love (Outtake)"

### Lado 2
1. "He's Your Uncle Not Your Dad"
2. "Scratch My Back Then I'll Scratch Yours"
3. "The Walls Have Ears"
4. "Poison Ivy League"
5. "Beach Boy Blues"
6. "Dominic the Impotent Bull"
7. "Queenie Wahine's Papaya"
8. "Do the Clambake (Medley)"
9. "Datin'" (c/ Donna Butterworth)
10. "Are You Lonesome Tonight? (Live)"
11. "Well, Well, That's All Folks"[3]

## Outros lançamentos
Este álbum não chega a ser pior que um de 1974 do cantor, intitulado como Having Fun With Elvis On Stage. Não contêm música e sim narrativa feita pelo próprio Elvis. É considerado por muitos o pior álbum já lançado por um artista.
Richard, após o lançamento de Elvis' Greatest Shit, lançou um outro bootleg intitulado como The Beatles vs. the Third Reich, em que consta uma série de gravações da banda em Dezembro de 1962 em Hamburg. E também The Dark Side of the Moo, que reúne canções não lançadas da banda Pink Floyd.